# جیمز کمبل
جیمز کمبل (انگلیسی: James Campbell; ۱ ژانویهٔ ۱۶۸۰ – ۱۱ مهٔ ۱۷۴۵) افسر و سیاستمدار اهل پادشاهی بریتانیای کبیر بود.